# Regierung Grafton

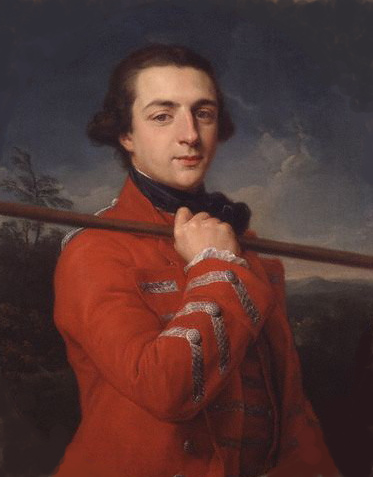
Augustus FitzRoy, 3. Duke of Grafton

Die Regierung Grafton war von 1768 bis 1770 die Regierung des Königreichs Großbritannien. Sie wurde am 14. Oktober 1768 von Augustus FitzRoy, 3. Duke of Grafton gebildet und löste die Regierung Chatham ab. Sie blieb zum 28. Januar 1770 im Amt, woraufhin die Regierung North gebildet wurde.
Bei den Unterhauswahlen zwischen dem 16. März und dem 6. Mai 1768 traten die konservativen Tories unter der nunmehrigen Führung von Frederick North, Lord North an. Die liberalen Whigs wiederum waren gespalten, und zwar in die sogenannten „Rockingham Whigs“ (Rockinghamites) unter Henry Seymour Conway und William Dowdeswell und die „Grenville Whigs“ (Grenvillites) von George Grenville. Daneben kandidierte eine „Bedfordites“ genannte Gruppe unter Führung von Richard Rigby.

## Kabinettsmitglieder
Dem Kabinett gehörten folgende Mitglieder an:
| Amt                             | Amtsinhaber                                                                           | Beginn der Amtszeit               | Ende der Amtszeit                |
| ------------------------------- | ------------------------------------------------------------------------------------- | --------------------------------- | -------------------------------- |
| Erster Lord des Schatzamtes     | Augustus FitzRoy, 3. Duke of Grafton                                                  | 14. Oktober 1768                  | 28. Januar 1770                  |
| Lordkanzler                     | Charles Pratt, 1. Earl Camden                                                         | 14. Oktober 1768                  | 28. Januar 1770                  |
| Lordpräsident des Rates         | Granville Leveson-Gower, 2. Earl Gower                                                | 14. Oktober 1768                  | 28. Januar 1770                  |
| Lordsiegelbewahrer              | George Hervey, 2. Earl of Bristol                                                     | 14. Oktober 1768                  | 28. Januar 1770                  |
| Schatzkanzler                   | Frederick North, Lord North                                                           | 14. Oktober 1768                  | 28. Januar 1770                  |
| Staatssekretär für den Norden   | Thomas Thynne, 3. Viscount Weymouth William Nassau-de-Zuylestein, 4. Earl of Rochford | 14. Oktober 1768 21. Oktober 1768 | 21. Oktober 1768 28. Januar 1770 |
| Staatssekretär für den Süden    | William Petty, 2. Earl of Shelburne Thomas Thynne, 3. Viscount Weymouth               | 14. Oktober 1768 20. Oktober 1768 | 20. Oktober 1768 28. Januar 1770 |
| Staatssekretär für die Kolonien | Wills Hill, 1. Earl of Hillsborough                                                   | 14. Oktober 1768                  | 28. Januar 1770                  |
| Generalfeldzeugmeister          | John Manners, Marquess of Granby                                                      | 14. Oktober 1768                  | 28. Januar 1770                  |
| Erster Lord der Admiralität     | Sir Edward Hawke                                                                      | 14. Oktober 1768                  | 28. Januar 1770                  |